# R.S.C. Anderlecht
Royal Sporting Club Anderlecht (kraljevski športni klub Anderlecht), poznan samo kot Anderlecht, je belgijski nogometni klub iz Bruslja. Je eden belgijskih klubov z največ trofejami in eden od klubov z največ trofejami nasploh. Z 32 naslovi belgijskih prvakov, 9 belgijskimi pokali, dvema pokaloma Evropske lige, enim UEFA pokalom in dvema Superpokaloma spada Anderlecht med klasične FIFA klube. Njegov domači stadion je Constant Vanden Stock.
Anderlecht je eden od klubov, ki so ustanovili Evropsko zvezo klubov.